# Годвервелд
Годвервелд (фр. Godewaersvelde) насеље је и општина у североисточној Француској у региону Север-Па д Кале, у департману Север која припада префектури Денкерк.
По подацима из 2011. године у општини је живело 2026 становника, а густина насељености је износила 170,4 становника/km². Општина се простире на површини од 11,89 km². Налази се на средњој надморској висини од 41 метар (максималној 163 m, а минималној 27 m).

## Демографија
| 1962. | 1968. | 1975. | 1982. | 1990. | 1999. | 2011. |
| ----- | ----- | ----- | ----- | ----- | ----- | ----- |
| 1.794 | 1.798 | 1.665 | 1.713 | 1.738 | 1.927 | 2.026 |